# Fulgencio Yegros
Fulgencio Yegros Quyquyhó, Departament de Paraguarí (1780 - 1821) va ser el primer Cònsol del Paraguai i uns dels artífex de la Independència del país.
Va començar de jove la seva actuació a l'exèrcit i va participar en batalles com la de Coimbra el 1806 i la Buseo el 1807. Va ser president de la Junta Superior Gubernativa' el 1811 i cònsol de la República el 1813 juntament amb José Gaspar Rodríguez de Francia. Es va retirar de la vida pública el 1814.
Va morir afusellat per ordre del dictador José de Francia el 17 de juliol de 1821.